# آرامگاه امامزاده محمدباقر
بقعه امامزاده محمد باقر مربوط به دوران‌های تاریخی پس از اسلام است و در شهرستان چرداول، روستای سفیدخانی وسطی واقع شده و این اثر در تاریخ ۱۴ مرداد ۱۳۸۲ با شمارهٔ ثبت ۹۵۰۱ به‌عنوان یکی از آثار ملی ایران به ثبت رسیده است.